# Noctuelia astrigalis
Noctuelia astrigalis là một loài bướm đêm trong họ Crambidae.